# Sinularia jasminae
Sinularia jasminae is een zachte koraalsoort uit de familie Alcyoniidae. De koraalsoort komt uit het geslacht Sinularia. Sinularia jasminae werd in 1991 voor het eerst wetenschappelijk beschreven door Alderslade & Shirwaiker. 